# Peking+
Peking+ var en exklusiv webbkanal  under Olympiska sommarspelen 2008 som direktsände från OS 2008. Kanalen hade som mål att visa de mindre sporterna som sällan eller aldrig visas i OS-sammanhang. Alla sporter som sändes var okommentaterade men det sändes i-ljud, det vill säga ljud från publiken, funktionärerna och utövarna.